# Ill-Natured Spiritual Invasion
Albums de Old Man's Child
The Pagan Prosperity
(1997) Revelation 666 - The Curse of Damnation
(2000)
Ill-Natured Spiritual Invasion est le troisième album studio du groupe de black metal symphonique norvégien Old Man's Child. L'album est sorti le 23 juin 1998 sous le label Century Media Records.
La plupart des paroles ont été composées par Galder quasiment à l'improviste, pendant l'enregistrement.

## Musiciens
- Galder – chant, guitare, basse, claviers
- Gene Hoglan – batterie

## Liste des morceaux
1. Towards Eternity – 5:17
2. The Dream Ghost – 3:40
3. Demoniacal Possession – 3:32
4. Fall of Man – 4:00
5. Captives of Humanity – 4:42
6. God of Impiety – 5:23
7. My Evil Revelations – 4:00
8. Thy Servant – 4:46